# Nicolas Birkenstock
Nicolas Birkenstock est un scénariste et réalisateur français né à Metz.

## Biographie
Nicolas Birkenstock a débuté en tant que comédien. Il a réalisé plusieurs courts-métrages dont Le Bout des doigts (2002), Pépins noirs (2004) Mon miroir (2006) et Ourse (2021) où il a dirigé notamment Benjamin Bellecour, Marc Citti, François Roy et Armande Boulanger. Pépins noirs et Ourse ont été sélectionnés au festival international du court métrage de Clermont-Ferrand.
Son premier long métrage La Pièce manquante avec Philippe Torreton, Lola Dueñas et Armande Boulanger est sorti le 19 mars 2014.
En 2024 il co-écrit et co-réalise avec avec Nicolas Engel le documentaire chanté Les Sirènes de Dieppe.

## Filmographie

### Réalisateur

#### Longs métrages
- 2013 : La Pièce manquante (co-écrit avec Carl Lionnet)

#### Courts métrages
- 2002 : Le Bout des doigts
- 2003 : L’Embrasé
- 2004 : Pépins noirs (co-écrit avec Arnaud Malherbe)
- 2006 : Mon miroir
- 2021 : Ourse (co-écrit avec Jonathan Colinet)
- 2023 : Tinikling

#### Documentaires
- 2004 : Comme un lundi
- 2007 : Des mains offertes
- 2024 : Les sirènes de Dieppe (co-réalisé avec Nicolas Engel)

## Théâtre
Auteur
- 2000 : Des portraits modèles
- 2012 : Sale paradis

## Distinctions
- 2003 : Grand prix international, prix de la meilleure première œuvre et prix de la meilleure photo au Brussels Short Film Festival pour Le Bout des doigts
- 2003 : Prix du meilleur scénariste et prix TV5 du meilleur court-métrage francophone au festival international du film de Bucarest (Dakino) pour Le Bout des doigts
- 2005 : Swann d’or du meilleur court-métrage au festival du film de Cabourg pour Pépins noirs
- 2007 : Grand prix au festival du film de Saint-Paul-Trois-Châteaux pour Mon miroir
- 2013 : Chistera du jury jeunes au festival international des jeunes réalisateurs de Saint-Jean-de-Luz pour La Pièce manquante dôté d'une bourse d'écriture par le fonds de dotation Porosus
- 2021 : Best Live Action Film au HollyShorts Film Festival pour Ourse
- 2022 : Mention Jury presse Internationale MyFrenchFilmFestival pour Ourse
- 2025 : Prix CIRCOM 2025 des diffuseurs régionaux européens pour Les Sirènes de Dieppe – Catégorie Diversité [3].